# Baudilio Palma
Baudilio Palma y Palma(Santa Catarina Mita, 10 de junio de 1874 - San Salvador, 19 de junio de 1944) fue Presidente de Guatemala, en reemplazo de Lázaro Chacón González, del 12 al 17 de diciembre de 1930, fecha en que fue depuesto, durante un golpe de Estado liderado por el general Manuel María Orellana Contreras, autoproclamado presidente.  

## Biografía
Palma nació en el municipio de Santa Catarina Mita, en el departamento guatemalteco de Jutiapa. Realizó sus estudios en la Ciudad de Guatemala, en la Escuela Normal Central para Varones, en ese entonces adscrita al Instituto Nacional Central para Varones, en los que obtuvo los diplomas de profesor de educación primaria y de bachiller, respectivamente. En 1894 ingresó a la Escuela Facultativa de Derecho y Notariado del Centro de la Universidad Nacional, graduándose de abogado en 1897.
Ejerció su profesión en los departamentos de Jalapa y Zacapa. Llevó un litigio que le causó animosidad con el presidente José María Reina Barrios, por lo que fue enviado a la Penitenciaría Central de Guatemala por dos meses. Al salir trabajó con los candidatos opositores a la reelección del general Reina Barrios, Próspero Morales y José León Castillo, principalmente, pero no lograron que este extendiera su gobierno. Después del asesinato de Reyna Barrios, siguió ejerciendo su profesión; pero cuanto tuvo que defender a su hermano Abraham contra unos miembros del gobierno de Manuel Estrada Cabrera en 1906, se vio obligado a abandonar el país.
Se radicó en San Pedro Sula, Honduras en donde vivió por catorce años, regresando a Guatemala hasta después del derrocamiento de Estrada Cabrera en abril de 1920. Durante los gobiernos de Carlos Herrera y Luna y de José María Orellana no participó en política, dedicándose a sus negocios personales hasta que en 1926, fue llamado por el presidente Lázaro Chacón -quien era su amigo personal- para formar parte del gabinete de gobierno, encargado de la Secretaría de Hacienda.
Sus restos fueron traídos a Guatemala e inhumados en el Cementerio General de Guatemala, el 8 de febrero de 1952.

## Presidencia

### Ascenso al Poder

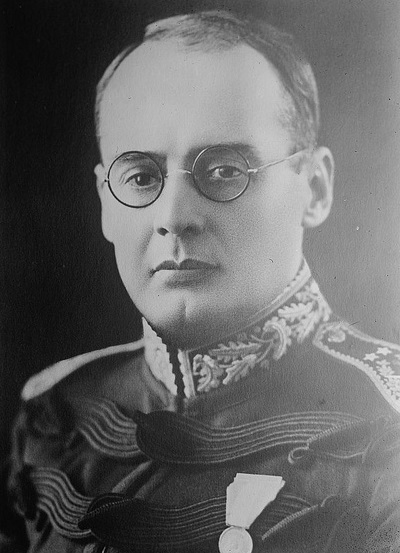
General Lázaro Chacón.

Baudilio Palma se desempeñaba como Secretario de Hacienda y Segundo Designado a la Presidencia del presidente general Lázaro Chacón González cuando este sufrió un derrame cerebral que ya no le permitió seguir al frente del gobierno. Entonces Palma, en acuerdo con todo el gabinete, fue designado para desempeñar las funciones de presidente de forma interina, a pesar de ser el segundo designado en la Presidencia de la República ya que el primer designado, general Mauro de León, fue inducido a renunciar al cargo.
El 13 de diciembre de 1930 su nombramiento fue aprobado por la Asamblea Nacional Legislativa. Las comunicaciones al pueblo de Guatemala fueron las siguientes:
| EL LICENCIADO BAUDILIO PALMA ASUME LA PRESIDENCIA DE LA REPUBLICA El texto de los decretos redactados Reconocimiento BAUDILIO PALMA, Segundo Designado a la Presidencia de la República, Por cuanto: encontrándose inhabilitado en lo absoluto para el ejercicio de la Presidencia de la República el señor General don Lázaro Chacón, conforme dictamente facultativo que consta en acta fecha 11 del corriente, suscrita por los médicos que le asisten, doctores don Ernesto Alarcón, don Mario J. Wunderlich, don Carlos Federico Mora, don Lizardo Estrada y don Máximo Santa Cruz, Por tanto: en cumplimiento del artículo 69 de la Constitución, en defecto del Primer Designado, y por decreto de esta misma fecha dictada por el Consejo de Ministros, Decreta: 1o.- Asumir el cargo de Presidente de la República; 2o. Dar inmediata cuenta con este decreto a la Asamblea Legislativa. Casa del Gobierno, Guatemala, a los doce días del mes de diciembre de mil novecientos treinta. (f) B. Palma El Secretario de Estado en el Despacho de Gobernación y Justicia. (f) F. Castillo Monterroso. —Tomado de: Nuestro Diario, Periódico de Guatemala, 13 de diciembre de 1930. |

| INFORME DE AUTORIDADES DE MEDICINA Más detalles El general Chacón padecía de algún tiempo atrás constances ataques de tensión alta en las arterias; la solicitud de sus familiares y la intervención médica, había prolongado el golpe que, desgraciadamente, se manifestó antenoche, en condiciones penosas. Un derrame cerebal ha colocado al presidente electo, en imposibilidad de continuar el ejercicio de sus delicadas funciones. Esta mañana hubo una reunión de ministros, en la casa particular del general Chacón y, en vista de la gravedad de la salud del presdiente, se resolvió llamar al licenciado don Baudilio Palma segundo Designado y con funciones de primero, por haber renunciado dicho cargo el general don Mauro de León, actual Ministro de la Guerra. Presente el licenciado Palma, fue reconocido como Designado en ejercicio, ante los siete secretarios de Estado y citados los jefes de los cuerpos, fue dado a reconocer el nuevo funcionario, por el ministro de la Guerra, general Mauro de León. A estos actos, estuvo presente el Director General de la Policía, coronel Herlindo Solórzano. Inmediatamente se hizo saber a toda la república, el reconocimiento que se hiciera del licenciado Palma. |

| BAUDILIO PALMA, Segundo Designado en el Ejercicio De la Presidencia de la República, al Pueblo de Guatemala. CONCIUDADANOS: El Consejo de Ministros de la República, en cumplimiento de un mandato constitucional, acaba de llamarme para el desempeño del cargo de Presidente de Guatemala, en mi carácter de Segundo Designado, en defecto del Primero y mientras dure la imposibilidad del señor General don Lázaro Chacón para servir su alto puesto. Tal medida obedece a la repentina gravedad del Primer Magistrado de la Nación y trae consigo acontecimientos que debe conocer el país para la mejor inteligencia del trascendental ejercicio político y administrativo de Guatemala. Al asumir tan alto y delicado cargo, que sólo acepto en su carácter transitorio, pero con la disposición de mantener en su justo campo los derechos de todos los ciudadanos y la dignidad de la Patria, es indispensable y urgente fijar desde ahora el carácter y límites de mi gestión gubernativa, en todo aspecto semejante a la que ha venido desarrollando nuestro benévolo y activo Presidente, el General Chacón, de quien la conciencia nacional es deudora por su espírit conciliador y su respeto a las leyes y los principios. Se y conozco que los acontecimientos que me llevan a tan difícil cargo pueden alterar el normal y paciente desarrollo de los diversos problemas que penden de solución para beneficio del pueblo guatemalteco, si la opinión nacional no es informada explícitamente sobre los fines de mi gobierno interino; y con el objeto de encauzar debidamente esa opinión, a fin de que no se caiga en apasionamientos y en personalismos nocivos, expreso mis convicciones de servidor de la Patria con la serenidad y precisión que las circunstancias requieren y mi conducta demanda. Nuestro país exige, ante todo, una absoluta consagración y apego a la ley para salir airoso de sus compromisos interiores y lograr sus altos designios como entidad económica y social, y para ello es necesario que todas las fuerzas vivas del mismo, las inteligencias y los corazones, estén dispuestos a sacrificar los menudos puntos de vista de los criterios aislados en bien de la colectividad entera. El país ha experimentado en el decurso de estos últimos años, un cambio notable por lo que respecta al ejercicio de la libertad ciudadana, y todos debemos conducirnos de manera que el uso de la libertad sea consuetudinario e inalterable. Por consiguiente, urge que la Nación toda aporte su colaboración más espontánea y sus mejores devociones para que aquel derecho de desarrollo individual no sufra mengua en el país y para que la obra de reconstrucción comenzada por el Presidente Chacón siga su curso sin obstáculo de ninguna especie. Quiero creer que en vista de las circunstancias actuales, si no por homenaje a la persona encargada de la Primera Magistratura, por respeto a la Nación misma, todos los elementos de trabajo y de experiencia concurrirán a fortalecer la vida administrativa del Estado; y aprovechando la oportunidad que me ofrece tan elevado servicio, protesto al país mi desinterés en la causa administrativa que asumo,, mi compromiso solemne de mantener el orden social a toda costa -para lo cual cuento con el concurso del Ejército que así me lo ha expresado por medio de sus Jefes- y mi permanencia en el Poder mientras prevalezcan las circunstancias que me han elevado a él y hago votos fervorosos porque la colaboración pública sea la que en realidad haga gobierno y patria. Guatemala, 12 de diciembre de 1930. Baudilio Palma —Tomado de: Nuestro Diario, Periódico de Guatemala, 13 de diciembre de 1930. |

### Golpe de Estado de los Partidos Liberales

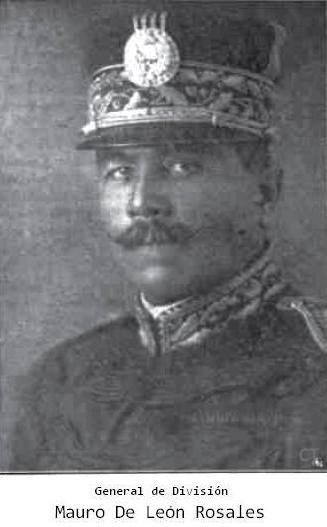
General Mauro de León.

El 16 de diciembre de 1930 el presidente estadounidense Herbert C. Hoover a través de un telegrama aceptó la presidencia de Palma; pero el 17 de diciembre de 1930, unos pocos soldados y miembros del Partido Progresista, liderados por Manuel María Orellana Contreras, irrumpieron en el despacho del nuevo presidente y le exigieron su renuncia por escrito. Tras la lucha que se desencadenó, Palma presentó su renuncia y fue detenido. A los dos días se publicó la noticia en los periódicos, que indicaban que los Partidos Liberales de Guatemala no estaban de acuerdo con el nombramiento de Palma, argumentando que era el general De León el primer designado a la Presidencia y que esto no fue respetado por quienes nombraron a Palma encargado de la Presidencia.  El general De León murió durante los breves combates que ocurrieron durante el golpe de Estado.
Con respecto a la detención de Palma existe información contradictoria. Una versión afirma que le fue permitido escapar a la embajada del Reino Unido en El Salvador; mientras que  otra versión afirma que se le ofreció exilió a la República de Weimar.  Sin embargo, sus familiares cercanos afirman que escapó a El Salvador.
El gobierno de Orellana, sin embargo, no fue reconocido por Estados Unidos, y el 31 de diciembre de 1930, el parlamento aprobó la renuncia del mismo. La Asamblea Nacional designó entonces al primer, segundo y tercer suplente de Manuel María Orellana Contreras; siendo el primero José María Reyna Andrade.

## Información Adicional
- Era tío del tenor Gustavo Adolfo Palma y del escritor César Augusto Palma y Palma.
- Fue amigo y protector del célebre periodista jalapaneco Clemente Marroquín Rojas.